# Ole Strøm
Ole Strøm (født 25. januar 1726, død 26. april 1782) var en norskfødt dansk leksikograf. Han var tvillingbroder til Hans Strøm.
Strøm blev ligesom denne student 1743. Begge brødrene toge samme dag 1745 teologisk attestats. Han valgte derefter det juridiske studium og blev først amanuensis hos biskop Hersleb, 1763 stiftsskriver i Sjællands Stift og forvalter ved Roskilde Domkirkes gods, 1774 tillige forstander for Duebrødre Kloster i Roskilde. Han udnævntes 1765 til kancelliråd, 1775 til justitsråd og 1780 til etatsråd, det sidste vistnok for at trøste ham, da hans håb om at blive gehejmearkivar var blevet skuffet. Da det 1777 blev besluttet af Videnskabernes Selskab, at det endelig skulle være alvor med udgivelsen af den danske ordbog, et nationalværk, der længe havde været påtænkt og forberedt, overdrogs arbejdet under en kommissions overledelse til Strøm, der var meget anset for sin grundighed, flid og skarpsindighed. I 1780 udkom 1. hæfte, bogstavet A, og Strøm, som i den anledning blev optaget i selskabet, gjorde 1781 manuskriptet til B færdigt, men døde inden trykningen deraf var påbegyndt.